# 소피야 스카야

소피야 스카야(Sofya Skya, 1987년 8월 12일 ~ )는 소련의 배우, 발레 무용수, 영화배우이다. 상트페테르부르크에서 태어났다.

## 영화
- 의붓딸 (2015년)
- 화이트 스완 (2013년) - 마야 역
- 샤도우 오브 더 화이트 나잇 (2010년)
- 섀도우 솔저 (2010년) - 사샤 역
- 더 툼 (2009년)